# Нормальный элемент Вестона
Нормальный элемент Вестона, ртутно-кадмиевый элемент — гальванический элемент, ЭДС которого весьма стабильна во времени и воспроизводима от экземпляра к экземпляру. Применяется в качестве источника опорного напряжения (ИОН) либо эталона напряжения в метрологии при воспроизведении и измерении постоянных напряжений.
К «нормальным» элементам, кроме элемента Вестона, относятся менее стабильные:
- элемент Кларка[англ.] (ртутно-цинк-амальгамный (вместо кадмия — цинк), предшественник элемента Вестона; E(20 °C) = 1,4268 В);
- «ртутно-цинковый нормальный элемент» (обычный ртутно-цинковый гальванический элемент; применялся до 1970-х годов при требовании высокой механической стойкости; E(20 °C) = (1,352 ±0,002) В).

## История
Предложен в 1892 году Эдвардом Вестоном. Официально принят для метрологических целей в 1908 году. До 1970-х годов, когда появились квантовые эталоны напряжения на эффекте Джозефсона, элементы были основой национальных эталонов вольта (с периодической сверкой по другим физическим эффектам), также широко использовались в лабораторной и промышленной практике для точных измерений. С 1970-х годов активно вытеснялись источниками опорного напряжения на основе полупроводниковых приборов, становившимися всё более точными. К 2000 году этот процесс почти завершился; область целесообразного применения нормальных элементов (если не считать старые приборы) сузилась исключительно до использования в составе национальных и международного эталонов Вольта, и в других случаях, когда в стационарных условиях необходим крайне низкий кратковременный дрейф напряжения.

## Параметры и альтернативы
При точных измерениях для удобства применяют единицу измерения ppm (англ. parts per million) — одна миллионная. 1 ppm = 0,0001 %.
Гарантированная временная стабильность термостатированных насыщенных элементов достигает 2 ppm в год (0,5 ppm с учётом систематического дрейфа), а ненасыщенных — 40 ppm в год. У среднего напряжения группы термостатированных насыщенных элементов стабильность достигает 0,1 ppm в год. Среднеквадратическое отклонение (СКО) (корень из среднего квадрата отклонений напряжения от среднего, замеренных с небольшими интервалами — от минут до дней, без учёта предсказуемого систематического дрейфа; характеризует кратковременную нестабильность) группы хорошо термостатированных элементов достигает 0,005 ppm за 8 часов и 0,02 ppm за неделю.
Ближайший конкурент — источники опорного напряжения на основе полупроводниковых приборов (твердотельные меры напряжения), наиболее точные из которых имеют в основе термостатированные стабилитроны со скрытой структурой. Они выгодно отличаются от нормальных элементов по устойчивости к механическим воздействиям; к 2000 г. их гарантируемая годовая стабильность достигла 2 ppm в год (0,5 ppm с учётом систематического дрейфа) и 0,5 ppm за 30 дней (в 1980 г. показатели были примерно в 10 раз хуже). Преимущество нормальных элементов перед ними — высокая кратковременная (короткопериодическая) стабильность: у твердотельных мер, даже при усреднении напряжения группы из нескольких мер, достигнутое СКО только 0,1 ppm (0,02 ppm за несколько минут) из-за того, что они шумят в полосе частот от мегагерц (что не так важно) до тысячных долей герца (а эти частоты отфильтровать крайне сложно).

## Устройство и работа
Положительный электрод — ртуть (2), контактирующая с пастами из кристаллов сульфата ртути (I) Hg2SO4 (3) и гидрата сульфата кадмия CdSO4*8/3H2O (4). В т. н. ненасыщенных НЭ гидрат сульфата кадмия (4) отсутствует.
Отрицательный электрод — 8…12,5%-я амальгама (раствор в ртути) кадмия (1), контактирующая с пастой из кристаллов гидрата сульфата кадмия CdSO4*8/3H2O (4). В ненасыщенных элементах гидрат сульфата кадмия (4) отсутствует и здесь.
Электролит (5) — раствор сульфата кадмия CdSO4, чаще всего с небольшой (нормальностью обычно 0,03…0,08) добавкой серной кислоты для предотвращения гидролиза сульфата ртути, снижения его растворимости и снижения скорости растворения стекла (в чём и заключается различие между «нейтральными» и «кислотными» элементами).
Все применённые материалы отличаются высокой чистотой, что обязательно для достижения высокой стабильности элементов.
Токообразующая реакция: Cd + Hg22+ <—> Cd2+ + 2Hg.
Хорошая воспроизводимость и стабильность ЭДС элементов обусловлены однозначностью фазового состава системы и отсутствием вторичных или побочных реакций. Амальгама кадмия — двухфазная система: смесь жидкой 4,5%-й (при 20 °C) амальгамы и твёрдой 14%-й. При хранении элементов из-за небольшой растворимости сульфата ртути происходит диффузия ионов ртути от положительного к отрицательному электроду и контактное осаждение ртути на амальгаме; хотя при этом изменяется соотношение кадмия и ртути, меняется не состав двух амальгамных фаз, а лишь отношение их количеств, поэтому этот процесс очень долго (пока твёрдая амальгама не закончится) почти не влияет на ЭДС элементов.
Классическая конструкция нормального элемента — буква Н из стеклянных трубок, сообщающихся между собой и заполненных электролитом так, чтобы уровень воздуха лежал выше центральной перемычки. Запаивается герметично. В двух нижних точках располагаются электроды, токовыводы наружу — платиновые проволочки, впаянные в дно конструкции. Тепловой экран в виде листа меди выравнивает температуры электродов, что повышает стабильность элемента. Вся конструкция помещается в корпус (у высокоточных элементов — с отверстием для термометра), теплоизолирующий всю конструкцию для снижения скорости изменения температуры.

## Разновидности
Различают насыщенные и ненасыщенные элементы (в зависимости от концентрации электролита).
Насыщенный элемент — нормальный элемент, в котором электролит представляет собой насыщенный (то есть в котором при рабочей температуре сульфат кадмия более не растворяется; именно это и делает возможным присутствие его нерастворённого гидрата в пастообразных компонентах электродов) раствор сульфата кадмия. Ненасыщенный же элемент содержит раствор сульфата кадмия, насыщенный при 4 °C; растворимость сульфата кадмия выше 3 °C растёт с ростом температуры, таким образом, существование его гидрата в твёрдом виде в ненасыщенном элементе в диапазоне рабочих температур невозможно.
Это обусловливает их основные преимущество и недостаток друг перед другом, поскольку ЭДС элементов в основном зависит от концентрации электролита. С одной стороны, так как в насыщенном элементе концентрация электролита определяется растворимостью сульфата кадмия, взятого в избытке, то при поддержании постоянной температуры концентрация сульфата кадмия, изменившаяся в силу каких-либо причин (например, протекания тока через элемент), автоматически восстанавливается из-за растворения или оседания «буферного» сульфата кадмия, в отличие от ненасыщенного элемента, который при протекании тока «заряжается» и «разряжается», меняя свою ЭДС, да и при хранении концентрация электролита в нём несколько меняется. Это обусловливает гораздо большую временную стабильность ЭДС насыщенного элемента. Но отсюда проистекает и основной недостаток насыщенного элемента — намного большая зависимость ЭДС от температуры; её приходится либо строго учитывать, либо термостатировать насыщенный элемент, тогда как ненасыщенный элемент в большинстве случаев этого не требует. В связи с этим насыщенные элементы применяют в основном в лабораторных условиях, а ненасыщенные — в промышленных и переносных измерительных приборах.
Насыщенные элементы серийно выпускаются классов точности (с пределом допускаемой основной относительной погрешности, выраженной в процентах) 0,005, 0,002, 0,001, 0,0005 и 0,0002. Гарантированная стабильность насыщенных элементов за год равна их классу. В силу повышенной температурной зависимости ЭДС насыщенные элементы снабжаются термометрами (элементы класса 0,005 — с точностью 0,2 °C) или термостатируются (например, температуру элементов класса 0,0002 поддерживают с точностью 0,01 °C).
Теоретически ЭДС насыщенного элемента при 20 °C составляет E(20 °C) = 1,018636 В — 6⋅10−4 * N — 5⋅10−5 * N2, где N — нормальность серной кислоты в электролите (иногда встречающееся число 1,018300 В соответствует устаревшему «международному» вольту); из-за этого и иных производственных отклонений чистоты материалов реальные насыщенные элементы, пригодные к применению по ГОСТ 1954-82, имеют E(20 °C) в диапазоне 1,018540…1,018730 В при эксплуатации и 1,018590…1,018700 В при выпуске из производства. Конкретное значение указывается в аттестате или свидетельстве после выпуска данного экземпляра НЭ или его периодической поверки в метрологических органах.
Зависимость ЭДС насыщенного элемента от температуры T (с точностью по ГОСТ не хуже 2 мкВ/°C отклонения в диапазоне 20…40 °C и не хуже 3 мкВ/°C в диапазоне 10…20 °C) выражается формулой:
E(T) = E(20 °C) — 4,06⋅10−5 * ∆T — 9,5⋅10−7 * ∆T2 + 10−8 * ∆T3,
где ∆T = T — 20 °C.
Ненасыщенные элементы выпускаются классов точности 0,02 (в СССР выпускались до 1990 г.), 0,01, 0,005 и 0,002. Гарантированная стабильность ненасыщенных элементов за год равна удвоенному классу, поскольку в их аттестате/свидетельстве записывают не измеренную ЭДС, а величину, меньшую неё на класс точности, потому что эти элементы только уменьшают ЭДС со временем. При действии ранних версий ГОСТ 1954—1982 г. было иначе: стабильность за год равнялась классу, а в аттестате писали измеренную ЭДС; поэтому, например, новый элемент МЭ4700 класса 0,01 — прямая замена старого Э-303 класса 0,02.
Теоретически ЭДС ненасыщенного элемента при 20 °C составляет E(20 °C) = 1,01899 В (при соответствующей этой ЭДС концентрации электролита ЭДС элемента не меняется с температурой возле точки 25 °C), но из-за производственных отклонений и необходимости создания запаса ЭДС на старение реальные ненасыщенные элементы, пригодные к применению по ГОСТ, имеют E(20 °C) в диапазоне 1,018800…1,019600 В при эксплуатации и 1,019000…1,019600 В при выпуске из производства. Конкретное значение указывается в аттестате или свидетельстве элемента.
Средний температурный коэффициент ЭДС ненасыщенного элемента (усреднённый по всему диапазону температур) по ГОСТ не хуже 5 мкВ/°C в диапазоне 10…40 °C и не хуже 10 мкВ/°C в диапазонах 5…10 °C и 40…50 °C. Точный учёт зависимости ЭДС от температуры для ненасыщенных элементов производится редко, поскольку при старении и изменении E(20 °C) её вид изменяется. С точностью 0,5 мкВ/°C отклонения от 20 °C в диапазоне температур 15…45 °C она выражается формулой:
E(T) = E(20 °C) + [ 1,7⋅10−6 — 5,6⋅10−3 * (E(20 °C) — 1,0188) ] * ∆T — 1,2⋅10−7 * ∆T2 + 6,8⋅10−9 * ∆T3,
где ∆T = T — 20 °C.

## Эксплуатация нормальных элементов

### Токовая нагрузка
Нормальные элементы обладают заметным внутренним сопротивлением — типично от 100 до 3000 Ом, отклоняющим их напряжение от ЭДС при протекании тока. Кроме того, при протекании тока уже в единицы микроампер (мкА) в течение нескольких минут НЭ выходит из строя полностью или на длительное время (от минут до недель). Поэтому продолжительный ток через нормальный элемент, превышающий доли мкА, недопустим.
Типичная структура источника калиброванного напряжения (например, в составе потенциометра) с использованием нормального элемента поэтому предусматривает не использование напряжения элемента в качестве источника энергии выходного напряжения, а создание дополнительного сравнительно мощного, но не столь стабильного источника регулируемого напряжения (ИРН), который периодически или непрерывно (автоматически) подстраивают под напряжение нормального элемента, измеряя напряжение встречно включенных нормального элемента и ИРН т. н. нуль-органом — вольтметром, позволяющим определить момент уравновешивания (равенства напряжения нормального элемента и ИРН, при котором разностное напряжение равно нулю).

### Механическая и тепловая стойкости
Механическая и тепловая стойкости нормального элемента также невелики. Тряска и вибрация способны повлиять на ЭДС элемента (но, как правило, обратимо; из-за этого рекомендуется после перевозки нормального элемента дать ему отстояться от часов до недель в зависимости от требуемой точности). Изменения температуры также влияют на нормальные элементы, причём после возврата температуры к исходной точке ЭДС восстанавливается тоже не сразу. Переворачивать и даже наклонять более чем на примерно 30° нормальный элемент классической конструкции нельзя, поскольку при этом элемент может необратимо прийти в негодность из-за перемешивания компонентов разных электродов между собой. Однако многие ненасыщенные элементы имеют т. н. уплотнённую конструкцию, в которой посредством пористых перегородок это практически предотвращается; такие элементы способны без ущерба переносить умеренные механические воздействия.

### Стабильность и срок службы
Как уже отмечалось, насыщенные элементы стабильнее ненасыщенных. ЭДС качественных термостатированных насыщенных элементов нередко десятилетиями держится в интервале шириной в несколько мкВ. ЭДС ненасыщенных элементов даже без использования падает, типично на 75…85 мкВ/год для старых и 20…40 мкВ/год для современных с улучшенными перегородками между электродами, при 25 °C; по мере старения процесс ускоряется, и через 10…20 лет они приходят в негодность. Скорость старения элементов удваивается с ростом температуры на 12 °C. Маленькие элементы при прочих равных условиях менее стабильны из-за большего изменения концентрации материалов вследствие протекания тока и потому, что диффузия ионов ртути к отрицательному электроду происходит быстрее по более короткому пути.

### Экологическая опасность
Из-за присутствия заметных количеств (десятки г) токсичных ртути и кадмия (и их соединений) нормальные элементы опасны в обращении, не подлежат ремонту и при выходе из строя должны утилизироваться в порядке, предусмотренном для изделий, содержащих эти металлы.